# Saint-Loube
Saint-Loube è un comune francese di 93 abitanti situato nel dipartimento del Gers nella regione dell'Occitania.

## Società

### Evoluzione demografica
Abitanti censiti